# آکوستا (دهانه)
آکوستا یک دهانه برخوردی در ماه است.